# Joshua Blau

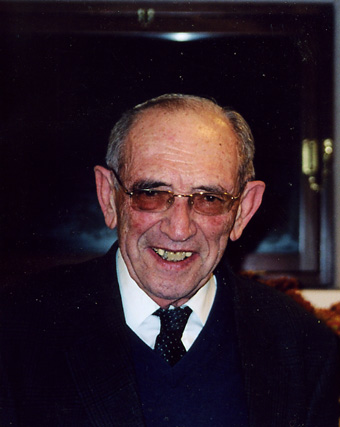
Joshua Blau

Joshua Blau, auch Yehoshua Blau (hebräisch יהושע בלאו; geboren am 22. September 1919 in Cluj, Rumänien; gestorben am 20. Oktober 2020 in Jerusalem, Israel), war ein israelischer Arabist. Er war Professor der Hebräischen Universität Jerusalem und Träger des Israel-Preises. Schwerpunkte seiner Forschungsarbeit waren die Ausprägungen des Judäo-Arabischen und des Christlich-Arabischen sowie Arbeiten zur Semitistik im Allgemeinen.

## Biografie
Joshua Blau wurde 1919 im siebenbürgischen Klausenburg in eine ungarischsprachige jüdische Familie als Sohn des Händlers und Journalisten Pinchas Paul Blau geboren. Seine Schwester Clara Heyn (1924–1998) wurde Botanikerin.
Nachdem er in seiner Geburtsstadt eine jüdische Elementarschule und in Budapest ein privates jüdisches Gymnasium besucht hatte, zog er als 12-Jähriger mit seiner Familie nach Baden in Österreich, wo er 1937 einen ausgezeichneten Maturaabschluss erwarb. In Wien begann Blau daraufhin ein Studium der Arabistik an der Universität Wien sowie gleichzeitig rabbinische Studien am Rabbinerseminar.
Nach dem Anschluss Österreichs an das nationalsozialistische Deutschland sah sich die Familie zur Auswanderung gezwungen. Im Juni 1938 gelangte sie nach Triest in Italien und von dort nach einigen Wochen nach Palästina, wo sie sich in Tel Aviv niederließ. Der Sohn begann unverzüglich sein Studium an der Hebräischen Universität Jerusalem. Er erlangte dort im Frühjahr 1941 einen Masterabschluss in arabischer Sprache und Literatur als Hauptfach sowie in Hebräisch und Bibelstudien als Nebenfach. Von 1942 bis 1955 war Joshua Blau Gymnasiallehrer in Jerusalem und heiratete 1945 die Lehrerin Shulamit Haviv, mit der er einen Sohn und eine Tochter hatte.
1950 promovierte er an der Hebräischen Universität mit einer Dissertation über die Grammatik des judäo-arabischen Dialektes des Mittelalters, unter der Aufsicht von David (Hartwig) Zvi Baneth. Nach einer kurzen Tätigkeit als Dozent 1956–1957 an der Universität Tel Aviv kehrte er an die Universität Jerusalem zurück, erhielt 1966 eine Professur für Arabisch und blieb dort bis zu seiner Emeritierung 1987.
Joshua Blau war Gastprofessor an verschiedenen Universitäten, so an der Bar-Ilan-Universität in Ramat Gan, der Yeshiva University in New York City, der University of California, Berkeley, der Lorand-Eötvös-Universität in Budapest, in Harvard und am Institut für Jüdisch-Christliche Forschung der Universität Luzern. Er starb im Oktober 2020 im Alter von 101 Jahren.

## Forschungsarbeit

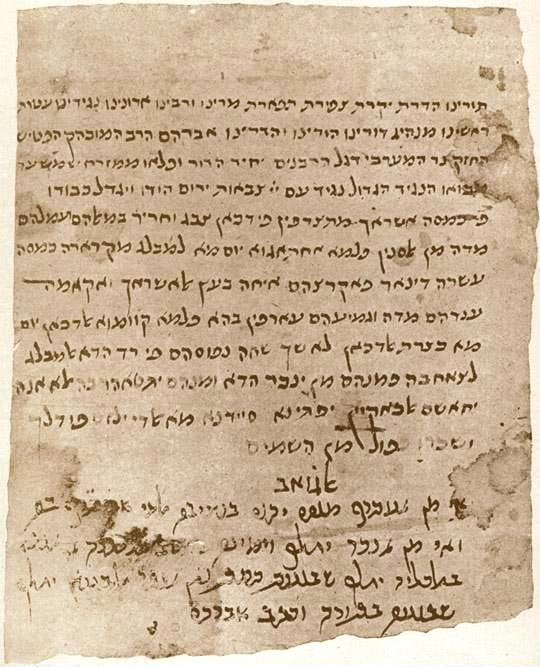
Manuskript aus der Kairoer Geniza, teils auf Judäo-Arabisch geschrieben. Brief des Abraham, Sohn des Maimonides, Beginn des 13. Jahrhunderts.

In seiner Forschungsarbeit setzte Joshua Blau zwei Schwerpunkte: einerseits die Erforschung des Mittelarabischen, insbesondere der judäo-arabischen Dialekte, andererseits die Entstehung und historische Entwicklung des biblischen Hebräisch.
In der Erforschung des von Juden im islamischen Herrschaftsbereich im Mittelalter verwendeten Arabisch, das eine Sonderform des Mittelarabischen darstellt, zählte Blau zu den weltweiten Experten. Mittelarabisch ist eine Zwischenform zwischen dem klassischen, im Koran üblichen Arabisch, das einen stark synthetischen Sprachbau aufweist, und den arabischen Dialekten, die seit jeher dem mündlichen Gebrauch vorbehalten sind und sehr viel stärker analytisch aufgebaut sind. Diese Aufspaltung geht auf die islamische Expansion im 7. und 8. Jahrhundert zurück. Bis heute wird jede neue Generation von Arabischsprechern in diese Diglossie hineingeboren.
Im Rahmen seiner Arbeiten im Bereich der vergleichenden Semitistik hat Blau den Begriff der Pseudokorrektur eingeführt. Darunter sind fehlerhafte Verbesserungsversuche der mittelalterlichen judäo-arabischen und christlich-arabischen Autoren zu verstehen, im Bemühen, den im Prinzip umgangssprachlichen Stil zu verbessern. In diesem Zusammenhang hat Blau die Schrift On Pseudo-Corrections in Some Semitic Languages veröffentlicht.
Zu Blaus 70. Geburtstag wurde eine Festschrift mit einer Liste seiner bis dahin insgesamt 349 veröffentlichten Bücher und Artikel veröffentlicht.

## Publikationen (Auswahl)
- Syntax des palästinensischen Bauerndialektes von Bir-Zet: auf Grund der Volkserzählungen aus Palästina von Hans Schmidt und Paul Kahle. Walldorf-Hessen, 1960.
- Notes on syntactic phenomena in Classical Arabic as exhibited by Jāḥiẓ's al-Buxalāʾ. In: Israel Oriental Studies, 5 (1975), S. 277–298.
- The Emergence and Linguistic Background of Judaeo-Arabic: A Study of the Origins of Neo-Arabic and Middle Arabic. Oxford University Press 1965. 2. Auflage 1981. ISBN 965-235-010-9.
- Responsen des Rambam. 3 Bände. Jerusalem, 5718–5721 nach jüdischer Zeitrechnung.
- A Grammar of Christian Arabic: based mainly on South-Palestinian Texts from the First Millennium. Löwen, 1966–1967. Corpus Scriptorum Christianorum Orientalium, Bd. 267, 276, 279.
- On Pseudo-Corrections in Some Semitic Languages. Jerusalem, Israelische Akademie der Wissenschaften, 1970.
- A Grammar of Biblical Hebrew. Wiesbaden, Harrassowitz, Erstauflage 1976, 2. Auflage 1993, Porta linguarum Orientalium, Bd. 12.
- An Adverbial Construction in Hebrew and Arabic. Jerusalem, 1977.
- The Beginnings of the Arabic Diglossia : a Study of the Origins of Neoarabic Malibu, Undena Publications, 1977.
- The Renaissance of Modern Hebrew and Modern Standard Arabic : Parallels and Differences in the Revival of Two Semitic Languages Berkeley, University of California Press, 1981.
- On Polyphony in Biblical Hebrew. Jerusalem, 1982.
- A vocalized Judaeo-Arabic letter from the Cairo-Geniza. In: Jerusalem Studes in Arabic and Islam, 6(1985), S. 417–476 (mit S. Hopkins).
- Studies in Middle Arabic and Its Judaeo-Arabic Variety. Jerusalem. Magnes Press, Hebrew University, 1988.
- A Melkite Arabic Literary Lingua Franca from the Second Half of the First Millennium Bulletin of the School' of Oriental and African Studies 57, 1994.
- On the Inaccurate Use of Participals in Medieval Judaeo-Arabic. In: Jerusalem Studies in Arabic and Islam 19 (1995), S. 233–239.
- Topics in Hebrew and Semitic Linguistics Jerusalem, 1998. ISBN 9-65493-006-4.
- A Handbook of Early Middle Arabic. Jerusalem, Max Schloessinger Memorial Foundation, Hebrew University of Jerusalem, 2002.
- Hebrew versus other languages of the traditional medieval jewish society. In: Jerusalem Studies in Arabic and Islam, 27 (2002), S. 348–355.
- A Dictionary of Medieval Judeo-Arabic texts. Academy of the Hebrew Language, Jerusalem 2006.
- New prepositions in mediaeval Judaeo-Arabic. In: Jerusalem Studies in Arabic and Islam, 37 (2010), S. 201–206 (Studies in Honour of Aryeh Levin).
- Autobiografie: Von Transsylvanien nach Jerusalem (מטרנסילוואניה לירושלים, hebräisch). Jerusalem, 2000.

## Mitgliedschaften und Ämter
- ab 1968: Mitglied der Israelischen Akademie der Wissenschaften
- 1981–1993: Präsident der Akademie für die hebräische Sprache
- ab 1983: Korrespondierendes Mitglied der British Academy
- 1989–1995: Leiter der Abteilung für Geisteswissenschaften der Israelischen Akademie der Wissenschaften
- Gründungspräsident der Gesellschaft zur Erforschung des Judäo-Arabischen im Mittelalter
- Ehrenmitglied der Royal Asiatic Society
- Ehrenpräsident der Internationalen Gesellschaft des Mittelarabischen
- Ehrenmitglied der Internationalen Gesellschaft für vergleichende Semitistik

## Ehrungen
- 1980: Ben-Zwi-Preis
- 1985: Israel-Preis
- 1992: Rothschild-Preis
- 2000: Mark-Lidzbarski-Medaille der DMG
- 2001: Ehrendoktor des Institut national des langues et civilisations orientales in Paris
- 2002: Ehrenbürger der Stadt Jerusalem
- 2007: Franz-Rosenthal-Preis der American Oriental Society